# Riolunato
Riolunato (emilián nyelven Ardundlà vagy Ardodlà) település Olaszországban, Emilia-Romagna régióban, Modena megyében. Lakosainak száma 665 fő (2023. január 1.). Riolunato Frassinoro, Lama Mocogno, Montecreto, Palagano, Pievepelago, Sestola és Fiumalbo községekkel határos.

## Népesség
A település lakossága az elmúlt években az alábbi módon változott:
| Lakosok száma | 703  | 688  | 665  |
|               | 2017 | 2018 | 2023 |